# L'Enchanteresse
Pour l’article homonyme, voir L'Enchanteresse (film, 1936).
L'Enchanteresse (en russe : Чародейка / Tcharodeïka ; en orthographe précédant la réforme de 1917-1918 : Чародѣйка) est un opéra en quatre actes de Piotr Ilitch Tchaïkovski, sur un livret russe d'Ippolit Chpajinski (en), composé entre septembre 1885 et mai 1887 et créé le 1er novembre 1887 au théâtre Mariinsky à Saint-Pétersbourg.

## Création

### Distribution
- Prince Nikita Danilytch Kourliatev, gouverneur de Nijni Novgorod (baryton)
- Princesse Eupraxie Romanovna, sa femme (mezzo-soprano)
- Youri, leur fils (ténor)
- Mamyrov, vieux clerc (basse)
- Nenila, sa sœur, suivante de la princesse (mezzo-soprano)
- Ivan Jouran, maître de chasse du prince (basse)
- Nastassia (surnommée Kouma), jeune femme tenant une auberge près de l'Oka (soprano)
- Foka, son oncle (baryton)
- Pola, amie de Kouma (soprano)
- Balakine, hôte venant de Nijni Novgorod (ténor)
- Potap, marchand (basse)
- Loukach, marchand (ténor)
- Kitchiga, lutteur (basse)
- Païssi, errant sous l'apparence d'un moine (ténor)
- Koudma, sorcier (baryton)

## Argument
L'action se passe à Nijni Novgorod au milieu du XVe siècle.
Acte I 
Nastassia, appelée aussi Kouma, s'occupe d'une auberge aux environs de Nijni Novgorod, ce qui lui procure beaucoup de popularité, autant due à ses charmes extérieurs qu'à son caractère attirant. Le roué écrivain du prince Kourliatev, Mamyrov, qui faisait les yeux doux à l'aubergiste et a été éconduit, répand la rumeur qu'à l'auberge il se passe des choses anormales et que Nastassia est une sorcière qui détourne les jeunes gens. Ce jour même, alors que les clients boivent, mangent et chantent gaiement, Nastassia voit par la fenêtre, près de la rivière, Youri le fils du prince. Elle en tombe amoureuse immédiatement. Le prince vient à l'auberge pour une inspection, et dès qu'il la voit, il succombe à ses charmes et à sa beauté. Mamyrov, qui avait informé le Prince sur la prétendue sorcière, doit, comme punition de son mensonge, danser devant les gens avec des saltimbanques qui viennent d'arriver et tout le monde se moque de lui.
Acte II 
La princesse Eupraxie, épouse du prince et mère de Youri, apprend par Mamyrov, ce qu'il s'est passé à l'auberge. Elle demande à son mari de mettre fin à cette histoire. Celui-ci, toujours sous le charme de la jeune et jolie Nastassia, la menace de l'enfermer dans un couvent si elle ne le laisse pas tranquille. La princesse révèle à son fils leur querelle ; Youri veut sauver l'honneur de sa mère et promet de tuer cette prétendue enchanteresse.
Acte III 
Le prince retourne à l'auberge et veut voir l'aubergiste avec tant de violence, qu'elle ne voit aucun autre moyen de s'en débarrasser qu'en le menaçant d'un couteau. Déçu et en colère, le Prince s'enfuit ; puis arrive son fils qui se précipite sur Nastassia avec un poignard, mais dans son élan, perd pied et laisse tomber son arme. Nastassia convainc Youri de son innocence et tous les deux tombent désespérément amoureux.
Acte IV
Nastassia et Youri ont décidé de s'enfuir pendant une chasse organisée par le prince. Ils ont préparé leur fuite avec l'aide d'un chasseur ami de Youri. Mais apparaît la princesse Eupraxie, informée par Mamyrov, qui a découvert leur plan. Elle s'est habillée en pèlerin et veut se venger elle-même de Nastassia en l'empoisonnant. Elle réussit à lui faire porter en guise de cadeau un gobelet de rafraîchissement ; Nastassia le boit et meurt dans les bras de Youri.